# Šegotići
Šegotići – wieś w Chorwacji, w żupanii istryjskiej, w gminie Marčana. W 2011 roku liczyła 74 mieszkańców.